# أولغا تاوسكي تود
أولغا تاوسكي تود (بالألمانية: Olga Taussky-Todd) (30 أغسطس 1906 – 7 أكتوبر 1995) عالمة رياضيات أمريكية من أصل نمساوي.
اشتهرت بأكثر من 300 ورقة بحثية في نظرية الجبر العددي والمصفوفات العددية والمصفوفات في الجبر والتحليل.